# لنگتافت (لینکلن‌شر)
لنگتافت (به انگلیسی: Langtoft) یک روستا در بریتانیا است که در لنگتافت واقع شده‌است. لنگتافت ۲٬۰۴۵ نفر جمعیت دارد.